# Batista (futbolista)
João Batista da Silva (Porto Alegre, Brasil, 8 de marzo de 1955), más conocido como Batista, es un exfutbolista y actual comentarista deportivo brasileño. En su etapa como jugador profesional se desempeñaba como centrocampista defensivo.

## Selección nacional
Fue internacional con la selección de fútbol de Brasil en 38 ocasiones. Formó parte de la selección que obtuvo el tercer lugar en la Copa del Mundo de 1978.

### Participaciones en Copas del Mundo
| Mundial                        | Sede      | Resultado    | Partidos | Goles |
| ------------------------------ | --------- | ------------ | -------- | ----- |
| Copa Mundial de Fútbol de 1978 | Argentina | Tercer lugar | 7        | 0     |
| Copa Mundial de Fútbol de 1982 | España    | Segunda fase | 1        | 0     |

### Participaciones en Juegos Olímpicos
| Olimpiada                         | Sede   | Resultado    | Partidos | Goles |
| --------------------------------- | ------ | ------------ | -------- | ----- |
| Juegos Olímpicos de Montreal 1976 | Canadá | Cuarto lugar | 5        | 0     |

## Clubes
| Club          | País     | Año       |
| ------------- | -------- | --------- |
| Internacional | Brasil   | 1975-1981 |
| Grêmio        | Brasil   | 1982      |
| Palmeiras     | Brasil   | 1983      |
| Lazio         | Italia   | 1983-1985 |
| Avellino      | Italia   | 1985      |
| Belenenses    | Portugal | 1985-1987 |
| Avaí          | Brasil   | 1988-1989 |

## Palmarés

### Campeonatos regionales
| Título                 | Club          | Estado             | Año  |
| ---------------------- | ------------- | ------------------ | ---- |
| Campeonato Gaúcho      | Internacional | Río Grande del Sur | 1975 |
| Campeonato Gaúcho      | Internacional | Río Grande del Sur | 1976 |
| Campeonato Gaúcho      | Internacional | Río Grande del Sur | 1978 |
| Campeonato Gaúcho      | Internacional | Río Grande del Sur | 1981 |
| Campeonato Catarinense | Avaí          | Santa Catarina     | 1988 |

### Campeonatos nacionales
| Título  | Club          | País   | Año  |
| ------- | ------------- | ------ | ---- |
| Serie A | Internacional | Brasil | 1975 |
| Serie A | Internacional | Brasil | 1976 |
| Serie A | Internacional | Brasil | 1979 |

### Copas internacionales
| Título                                                         | Selección     | Sede             | Año  |
| -------------------------------------------------------------- | ------------- | ---------------- | ---- |
| Oro en los Juegos Panamericanos (título compartido con México) | Brasil        | Ciudad de México | 1975 |
| Torneo Preolímpico Sudamericano Sub-23                         | Brasil sub-23 | Brasil           | 1976 |

### Distinciones individuales
| Distinción    | Año  |
| ------------- | ---- |
| Bola de Prata | 1980 |
| Bola de Prata | 1982 |